# يو إف سي في 2003
كان عام 2003 هو العام الحادي عشر في تاريخ بطولة القتال النهائي (يو إف سي)، وهي عبارة عن ترويج لفنون القتال المختلطة مقره الولايات المتحدة. في عام 2003، عقدت يو إف سي 5 أحداث بدءاً من يو إف سي 41: انقضاض.

## قائمة الأحداث
| #   | الحدث                    | التاريخ        | المكان                       | الموقع                                     | الحضور |
| --- | ------------------------ | -------------- | ---------------------------- | ------------------------------------------ | ------ |
| 050 | يو إف سي 45: ثورة        | 21 نوفمبر 2003 | موهيغان صن أرينا             | أونكاسفيل، كونيتيكت، الولايات المتحدة      | 9٬200  |
| 049 | يو إف سي 44: بلا منازع   | 26 سبتمبر 2003 | ميشيلوب ألترا أرينا          | لاس فيغاس، نيفادا، الولايات المتحدة        | 10٬400 |
| 048 | يو إف سي 43: الانهيار    | 6 يونيو 2003   | مركز توماس اند ماك           | لاس فيغاس، نيفادا، الولايات المتحدة        | 9٬800  |
| 047 | يو إف سي 42: تأثير مفاجئ | 25 أبريل 2003  | ساحة الخطوط الجوية الأمريكية | ميامي، فلوريدا، الولايات المتحدة           | 7٬500  |
| 046 | يو إف سي 41: انقضاض      | 28 فبراير 2003 | قاعة بوردووك                 | أتلانتيك سيتي، نيو جيرسي، الولايات المتحدة | 11٬707 |